# Kadmos (Zeitschrift)
Kadmos. Zeitschrift für vor- und frühgriechische Epigraphik ist eine fachwissenschaftliche Zeitschrift auf dem Gebiet der griechischen Epigraphik.
Im Kadmos werden Aufsätze und kleinere Beiträge zu Themen der frühen griechischen und kleinasiatischen Epigraphik veröffentlicht. Der behandelte Zeitraum reicht von den frühen Zeugnissen griechischer Schriftkultur in inschriftlicher Form in Linearschrift A und Linearschrift B über die archaische Alphabetschrift bis in die Zeit der griechischen Expansion. Die klassische Zeit des antiken Griechentums und spätere Epochen werden nicht mehr berücksichtigt. Geografische Grenzen werden hingegen nicht gesetzt, von Interesse ist der gesamte Mittelmeerraum. Auch Sprachen wie das Lykische, Lydische, Karische, Phrygische usw. werden behandelt. Im Kadmos werden häufig Berichte über Neufunde publiziert. Beiträge zu bekannten Inschriften werden nicht ausgeschlossen, Beiträge über neuere Inschriften jedoch bevorzugt.
Beiträge können in den Sprachen Deutsch, Englisch, Französisch, Italienisch oder Spanisch abgefasst sein. Kadmos erscheint im Berliner Verlag Walter de Gruyter. Die von ihrem ersten Herausgeber Ernst Grumach begründete Zeitschrift erschien erstmals 1962. Auf Grumach folgte William C. Brice als Herausgeber. Heute gibt Wolfgang Blümel den Kadmos in Verbindung mit Brice, Claude Brixhe, Costis Davaras, Roberto Gusmani, Vassos Karageorghis, Anna Morpurgo Davies und Günter Neumann heraus. Frühere Mitherausgeber waren unter anderem Ekrem Akurgal, Emmett Leslie Bennett Jr und Olivier Masson. Die Auflage beträgt derzeit 330 Exemplare im Jahr, die in zwei Heften erscheinen. Die Texte sind häufig durch Schwarz-Weiß-Abbildungen ergänzt.